# Fustigerinus

Fustigerinus  (лат.) — род коротконадкрылых жуков из подсемейства Pselaphinae.

## Распространение
Афротропика: экваториальная и западная Африка.

## Описание
Мелкие коротконадкрылые жуки красновато-коричневого цвета. Длина тела около 2 мм. Усики из 3 члеников. Гнездовые социальные паразиты муравьёв. Вид Fustigerinus formicarius найден в гнёздах Pheidole Westwood, 1839 (Formicidae).
Род был впервые описан в 1912 году энтомологом Эрихом Васманном (Erich Wasmann; 1859—1931).

## Систематика
Род включает 8 видов и включён в подсемейство Pselaphinae (триба Clavigerini, подтриба Clavigerodina).
- Fustigerinus formicarius Bryant, 1943 — Африка
  - = Fustigerodes formicarius Bryant, 1943
- Fustigerinus baloghi Celis, 1973 — Африка[6]
- Fustigerinus nasicornis Reichensperger, 1930[7]
- Fustigerinus kohli Wasmann, 1912
- Fustigerinus hirsutus Wasmann, 1912
- Fustigerinus  sp.